# NGC 3316-1
NGC 3316-1 is een lensvormig sterrenstelsel in het sterrenbeeld Waterslang. Het hemelobject werd op 26 maart 1835 ontdekt door de Britse astronoom John Herschel. Het ligt in de buurt van NGC 3316-2.

## Synoniemen
- ESO 501-54
- MCG -4-25-46
- AM 1035-271
- PGC 31571